# Florida (Uruguai)
Florida (en castellà i oficialment, Ciudad de la Florida; antigament, Florida Blanca) és una ciutat de l'Uruguai, capital del departament homònim. Ubicada sobre les costes del riu Santa Lucía Chico, i 96 km al nord de Montevideo per la ruta 5, té una població d'uns 35.000 habitants.

## Informació general
Va ser fundada en 24 d'abril de 1809, amb el nom de San Fernando de la Florida Blanca, en homenatge al rei Ferran VII d'Espanya.
Destaca perquè allà es troba la Piedra Alta de la Florida, lloc elegit el 25 d'agost de 1825 per a la Declaratòria de la Independència de l'Uruguai, i per la Capella de San Cono, sant d'origen italià que congrega multituds tots els 3 de juny.
A la seva plaça principal es troba la catedral basílica de la ciutat, que es va començar a construir el 1894. És una de les esglésies més pintoresques del país i conté la Mare de Déu dels Trenta-Tres Orientals (Virgen de los Treinta y Tres, en castellà), patrona de l'Uruguai. Representada per una petita figura en fusta, ubicada originalment en una localitat coneguda com a Villa Vieja (abans, Villa del Pintado), se li van encomanar els Trenta-Tres Orientals després de la seva desembarcada el 1825, durant el seu jurament per alliberar a la pàtria o morir en l'intent.

## Població
Florida té una població aproximada de 32.128 habitants (cens 2004).
| 1963   | 1975   | 1985   | 1996   | 2004    |
| ------ | ------ | ------ | ------ | ------- |
| 22.964 | 25.374 | 28.445 | 31.594 | {{{5}}} |

## Fills il·lustres
- Duvimioso Terra, senador de la República (1925-1930).